# Zensusvorbereitungsgesetz 2011
Das Zensusvorbereitungsgesetz 2011 ist ein deutsches Gesetz, das die Vorbereitung der Teilnahme an der EU-weiten Volkszählung im Jahre 2011 regelt.
Anders als bei früheren Erhebungen werden die Daten dieser Zählung zu großen Teilen aus bei Behörden bereits bestehenden Registern erhoben, wodurch man sich Kostenersparnisse im Vergleich zu einer direkten Befragung der Teilnehmer verspricht. Zudem dürfen die bei der Vorbereitung beteiligten Behörden allgemein zugängliche Quellen, wie z. B. das Internet, nutzen (§ 12).

## Entstehung
Am 28. März 2007 stimmte das Bundeskabinett dem vom Bundesinnenministerium vorgelegten Entwurf eines Zensusvorbereitungsgesetzes zu. In diesem Vorbereitungsgesetz wird der Aufbau eines Anschriften- und Gebäuderegisters geregelt, das der Steuerung der verschiedenen Erhebungen dient (§ 2 Abs. 2). Ab 1. April 2008 wird dieses Register erstmals mit Daten der Vermessungsbehörden (§ 4), der Meldebehörden (§ 5) und der Bundesagentur für Arbeit (§ 6) befüllt. Das Anschriften- und Gebäuderegister wird spätestens sechs Jahre nach dem Zensusstichtag aufgelöst und die darin gespeicherten Daten gelöscht (§ 15 Abs. 3).
Der Bundesrat befasste sich am 11. Mai 2007 mit dem Zensusvorbereitungsgesetz, das jedoch vor diesem nicht zustimmungspflichtig ist.
Für den 17. September 2007 wurde eine öffentliche Anhörung zum Zensusvorbereitungsgesetz vor dem Innenausschuss des Bundestags anberaumt. Bei dieser Anhörung wurden Sachverständige aus Wissenschaft, Datenschutz und amtlicher Statistik von Mitgliedern des Innenausschusses (MdBs) befragt.
Auf seiner 115. Sitzung hat der Bundestag  am 20. September 2007 das Zensusvorbereitungsgesetz in zweiter und dritter Lesung beraten und mit den Stimmen von CDU und SPD beschlossen, bei Enthaltung der Fraktionen von FDP und Bündnis 90/Die Grünen sowie Gegenstimmen der Fraktion Die Linke.
Der Bundesrat hat auf seiner 837. Sitzung am 12. Oktober 2007 das Zensusvorbereitungsgesetz behandelt und den Vermittlungsausschuss angerufen. Gründe hierfür waren Forderungen zur Beteiligung des Bundes an den Kosten, die Ländern und Gemeinden durch den Zensus entstehen werden, zur Sicherung der Qualität der Ergebnisse (Zulassung sog. Einzelfallprüfungen) und zur Einheitlichkeit des Verfahrens (und damit der Zustimmungsbedürftigkeit des Gesetzes durch den Bundesrat). Dagegen wandte sich der Bundesbeauftragte für den Datenschutz in einer Pressemitteilung vom 16. Oktober 2007 entschieden gegen die Forderung des Bundesrats nach Einzelprüfung von Adressdaten.
Die parlamentarische Abstimmung zum Zensusvorbereitungsgesetz 2011 ist am 28. November 2007 abgeschlossen worden. An diesem Tag wies der Deutsche Bundestag den Einspruch des Bundesrates gegen das Gesetz mit einer Zwei-Drittel-Mehrheit zurück. Das Gesetz wurde am 12. Dezember 2007 (BGBl. I S. 2808) verkündet.

## Zensusgesetz 2011
Als ein nächster die Durchführung des Zensus 2011 für das Bundesgebiet regelnder Schritt ist am 16. Juli 2009 das „Gesetz über den registergestützten Zensus im Jahre 2011 (Zensusgesetz 2011 – ZensG 2011)“ vom 8. Juli 2009 in Kraft getreten (BGBl. I S. 1781).

## Kritik
Es besteht die Kritik, dass eine solche Volkszählung wichtige Vorgaben des Bundesverfassungsgerichts z. B. zur informationellen Selbstbestimmung verletze und deshalb verfassungswidrig sei.